# Tudor Mușatescu
Tudor Mușatescu (Hosszúmező, 1903. február 22. –  Bukarest, 1970. november 4.) román drámaíró és novellista, aki leginkább humoros prózájáról ismert.

## Élete
Mușatescu Câmpulung-Muscelben született középosztálybeli értelmiségi családban, apja ügyvéd, anyja író volt. Szülővárosában, a Dinicu Golescu Gimnáziumban tanult, és már az iskola elején elkezdett írni. Tanulmányait a Bukaresti Egyetemen folytatta, ahol jogi és irodalom szakon szerzett diplomát. Ezt követően számos újságnak írt, többek között a Rampának és az Adevărulnak.
Munkája nagy része szülővárosának vidéki életére összpontosít, és olyan politikai szatírákat is tartalmaz, mint a Titanic Vals (vitathatatlanul ez a legbefolyásosabb írása). Belőle készült az 1964-es azonos című film, amelyet Paul Călinescu rendezett és Grigore Vasiliu-Birlic volt a főszereplője.
Bukarestben halt meg, és a város Bellu temetőjében temették el. Felesége, Kitty Stroescu (1907–1990) színésznő és fiuk, Bogdan Mușatescu (1941–2016) színész volt, akiket szintén mellé temettek.

## Fordítás
- Ez a szócikk részben vagy egészben  a   Tudor Mușatescu című angol Wikipédia-szócikk fordításán alapul.  Az eredeti cikk szerkesztőit annak laptörténete sorolja fel. Ez a jelzés csupán a megfogalmazás eredetét és a szerzői jogokat jelzi, nem szolgál a cikkben szereplő információk forrásmegjelöléseként.